# Jegor Titov
Jegor Iljitsj Titov (Russisch: Егор Ильич Титов) (Moskou, 29 mei 1976) is een in de Sovjet-Unie geboren Russisch voormalig voetballer die speelde als middenvelder. Titov kwam bijna zijn gehele profcarrière uit voor Spartak Moskou. Titov speelde 41 interlands in het Russisch voetbalelftal, waarin hij zevenmaal scoorde.

## Clubcarrière
Titov won zes keer op rij de Premjer-Liga met Spartak Moskou (1996–2001). Daarnaast schreef hij met de club tweemaal de Russische voetbalbeker op zijn naam.
Titov stond dertien seizoenen onder contract bij Spartak Moskou van 1995 tot 2008, waarna hij nog voor het kleinere FK Chimki en het Kazachse Astana FK (destijds Lokomotiv Astana) voetbalde. In totaal heeft de rijzige aanvaller 324 competitiewedstrijden gespeeld voor Spartak, waarin hij 87 doelpunten scoorde.
Titov beëindigde zijn profcarrière in 2010 en was vervolgens nog tot 2012 actief op amateurniveau bij FK Arsenal Toela.

## Interlandcarrière
Titov heeft het Russisch voetbalelftal als basisspeler vertegenwoordigd op het WK voetbal 2002 in Japan en Zuid-Korea, maar de Russen kwamen daar niet verder dan de groepsfase. Titov en Rusland waren opgedeeld in een poule met België, gastland Japan en Tunesië. Het WK begon voorspoedig voor Titov en zijn ploeggenoten met een doelpunt voor Titov en een 2–0 zege tegen Tunesië, maar daarna verloor men achtereenvolgens van Japan en België met 1–0 respectievelijk 3–2.

## Erelijst
| Premjer-Liga           | 6x | 1996, 1997, 1998, 1999, 2000, 2001 |
| Russische voetbalbeker | 1x | 1998, 2003                         |

1 Nigmatoellin ·
2 Kovtoen ·
3 Nikiforov ·
4 Smertin ·
5 Solomatin ·
6 Semsjov ·
7 Onopko  ·
8 Karpin ·
9 Titov ·
10 Mostovoj ·
11 Bjestsjastnik ·
12 Tsjertsjesov ·
13 Dajev ·
14 Tsjoegajnov ·
15 Alenitsjev ·
16 Kerzjakov ·
17 Semak ·
18 Sennikov ·
19 Pimenov ·
20 Izmailov ·
21 Chochlov ·
22 Sytsjov ·
23 Filimonov ·
Coach: Romantsev